# Campionat d'Espanya de futbol femení de 1985
El Campionat d'Espanya de futbol femení de 1985 fou la tercera edició de la competició. Se celebrà des del maig fins al 23 de juny de 1985 i fou organitzada per la Reial Federació Espanyola de Futbol. Hi participaren els diferents campions de les lligues de futbol de l'Estat Espanyol. El Penya Barcelonista Barcilona, campió de la Lliga catalana 1984-85, fou el representant de la federació catalana, mentre que l'Atlètic Balears, de la federació balear. La competició es disputà en format d'eliminatòries a doble partit, amb quarts de final i semifinals. La final se celebrà a partit únic el 23 de juny a l'Estadi de Riazor, per acord entre els dos equips finalistes, el Karbo Deportivo i el PB Barcilona.
Es proclamà campió el Karbo Deportivo, que guanyà la final per penals 3 a 1 i aconseguí el seu tercer Campionat d'Espanya de forma consecutiva. Fins avui dia, és el darrer triomf d'un equip gallec a la Copa de la Reina.

## Clubs participants
- Añorga KKE
- PB Barcilona
- Atlètic Balears
- Fórum Filatélico
- Karbo Deportivo
- Málaga
- Unión Risco
- Santo Domingo

## Competició

### Quadre de competició
|  | Quarts de final  | Quarts de final | Quarts de final |                      |                 | Semifinals | Semifinals | Semifinals |  |  | Final | Final | Final |
|  |                  |                 |                 |                      |                 |            |            |            |  |  |       |       |       |
|  |                  |                 |                 |                      |                 |            |            |            |  |  |       |       |       |
|  |                  |                 |                 |                      |                 |            |            |            |  |  |       |       |       |
|  | Santo Domingo    | 1               | 0               |                      |                 |            |            |            |  |  |       |       |       |
|  | Santo Domingo    | 1               | 0               | 2 i 16 de juny       |                 |            |            |            |  |  |       |       |       |
|  | Añorga KKE       | 4               | 14              |                      |                 |            |            |            |  |  |       |       |       |
|  | Añorga KKE       | 4               | 14              | Añorga KKE           | 0               | 1          |            |            |  |  |       |       |       |
|  |                  |                 |                 | Añorga KKE           | 0               | 1          |            |            |  |  |       |       |       |
|  |                  | Karbo Deportivo | 4               | 5                    |                 |            |            |            |  |  |       |       |       |
|  | Karbo Deportivo  | Karbo Deportivo | 4               | 5                    | 1               | 1          |            |            |  |  |       |       |       |
|  | Karbo Deportivo  |                 |                 | 23 de juny 19:30 CET | 1               | 1          |            |            |  |  |       |       |       |
|  | Fórum Filatélico | 2               | 0               |                      |                 |            |            |            |  |  |       |       |       |
|  | Fórum Filatélico | 2               | 0               | Karbo Deportivo      | Karbo Deportivo | 2 (3)      |            |            |  |  |       |       |       |
|  |                  |                 |                 | Karbo Deportivo      | Karbo Deportivo | 2 (3)      |            |            |  |  |       |       |       |
|  |                  | PB Barcilona    | PB Barcilona    | 2 (1)                |                 |            |            |            |  |  |       |       |       |
|  | PB Barcilona     | PB Barcilona    | PB Barcilona    | 2 (1)                | 4               | 0          |            |            |  |  |       |       |       |
|  | PB Barcilona     | 2 i 16 de juny  |                 |                      | 4               | 0          |            |            |  |  |       |       |       |
|  | Atlètic Balears  | 0               | 0               |                      |                 |            |            |            |  |  |       |       |       |
|  | Atlètic Balears  | 0               | 0               | PB Barcilona         | 6               | 2          |            |            |  |  |       |       |       |
|  |                  |                 |                 | PB Barcilona         | 6               | 2          |            |            |  |  |       |       |       |
|  |                  | Unión Risco     | 0               | 2                    |                 |            |            |            |  |  |       |       |       |
|  | Unión Risco      | Unión Risco     | 0               | 2                    | ?               | -          |            |            |  |  |       |       |       |
|  | Unión Risco      |                 |                 |                      | ?               | -          |            |            |  |  |       |       |       |
|  | Málaga           | ?               | -               |                      |                 |            |            |            |  |  |       |       |       |
|  | Málaga           | ?               | -               |                      |                 |            |            |            |  |  |       |       |       |

### Quarts de final
| Equip 1         | Global   | Equip 2          | Anada | Tornada    |
| --------------- | -------- | ---------------- | ----- | ---------- |
| Santo Domingo   | 5-18     | Añorga KKE       | 1-4   | 0-14       |
| Karbo Deportivo | 2-2 (p.) | Fórum Filatélico | 1-2   | 1-0        |
| PB Barcilona    | 4-0      | Atlètic Balears  | 4-0   | 0-0        |
| Unión Risco     | ?-?      | Málaga           | ?-?   | [ Nota 1 ] |

1. ↑  El Málaga no es presentà al partit de tornada de l'eliminatòria, degut l'alt cost del desplaçament.

### Semifinals
A les semifinals, el Karbo Deportivo guanyà la seva eliminatòria a l'Añorga KKE per 0 a 4, a l'anada, i 5 a 1, a la tornada. Per la seva banda, el PB Barcilona guanyà el Unión Risco per 6 a 0, a l'anada, i empatà a dos, a la tornada. Es donà la circumstància que el club barceloní no tenia assegurada la seva presència en el partit de tornada de la semifinal, per l'alt cost del desplaçament. Tanmateix, l'entrenador-delegat del PB Barcilona, Jaume Pubill, aconseguí una petita ajuda econòmica de la Generalitat de Catalunya, de diferents particulars i, fins i tot, de les mateixes jugadores per tal de finançar el viatge a les Illes Canàries.
| Equip 1      | Global | Equip 2         | Anada | Tornada |
| ------------ | ------ | --------------- | ----- | ------- |
| Añorga KKE   | 1-9    | Karbo Deportivo | 0-4   | 1-5     |
| PB Barcilona | 8-2    | Unión Risco     | 6-0   | 2-2     |

## Final
El Karbo Deportivo, vigent campió, i el PB Barcilona disputaren al final del Campionat d'Espanya de 1985. Tots dos clubs acordaren disputar la final el 23 de juny de 1985 a l'Estadi de Riazor de La Corunya. A la final, s'avançà el club gallec amb un gol de penal de Geli Olmo al minut 10. Remuntà el club català amb gols de Montserrat Puig-Pey, al minut 39, i de Roser Oller de penal, al minut 60. Encarna Pérez aconseguí l'empat a dos, al minut 77, amb el qual s'arribà al final de partit.

El campionat es decidí a la tanda de penals, que guanyà el Karbo Deportivo per 3 a 1, amb gols de Merchi Flores, Encarna Peréz i Inma Castañón, capitana de l'equip. El club gallec aconseguí el seu tercer campionat d'Espanya de forma consecutiva, i fins avui dia, és el darrer triomf d'un equip gallec a la Copa de la Reina.
| Karbo Deportivo           | 2–2 (pr.) | PB Barcilona                     |
| ------------------------- | --------- | -------------------------------- |
| Olmo 10' (p.) · Pérez 77' | Notícia   | Puig-Pey 39' · R. Oller 60' (p.) |
| Tanda de penals           |           |                                  |
| Flores · Pérez · Castañón | 3-1       | Puig-Pey · R. Oller · V. Pubill  |

 Estadi de Riazor, La Corunya
| Karbo Deportivo | PB Barcilona Deco Parquet |

| #               | Pos. | Nom                  |  |  |
| --------------- | ---- | -------------------- |  |  |
|                 | POR  | Ana Pardo            |  |  |
|                 | DEF  | Olga Fernández       |  |  |
|                 | DEF  | Geli Olmo            |  |  |
|                 |      | Cruz                 |  |  |
|                 |      | Pili Neira           |  |  |
|                 | MIG  | Encarna Pérez        |  |  |
|                 | MIG  | Maricarmen Rodríguez |  |  |
|                 | MIG  | Inma Castañón        |  |  |
|                 |      | Merchi Flores        |  |  |
|                 | DAV  | Lis Franco           |  |  |
|                 | DAV  | Lucía Abren          |  |  |
| Entrenador      |      |                      |  |  |
| Antonio Álvarez |      |                      |  |  |

| Campió d'Espanya 1985        |
| ---------------------------- |
| Karbo Deportivo Tercer títol |

| #            | Pos. | Nom                 |  |  |
| ------------ | ---- | ------------------- |  |  |
|              | POR  | Joana Perales       |  |  |
|              | DEF  | Francina Pubill     |  |  |
|              | DEF  | Núria Bonsons       |  |  |
|              | DEF  | Dolors Oller        |  |  |
|              | DEF  | Roser Oller         |  |  |
|              | MIG  | Vicenta Pubill      |  |  |
|              | MIG  | J. Pascual          |  |  |
|              | DAV  | Antònia López       |  |  |
|              | DAV  | Ligia Barragán      |  |  |
|              | DAV  | Montserrat Puig-Pey |  |  |
|              | DAV  | Elizabeth Sánchez   |  |  |
| Entrenador   |      |                     |  |  |
| Jaume Pubill |      |                     |  |  |